# Sinoe
Sinoe (rumunsky Lacul Sinoe nebo Lacul Sinoie) je jezero na pobřeží Černého moře v Rumunsku jižně od delty Dunaje a jezera Razelm. Pojmenování pochází ze slovanských jazyků a znamená modré. Leží v župě Constanța. Rozloha dosahuje 171,5 km². Objem činí 210,7 mil. m³. Jezero je mělké s maximální hloubkou 1,6 m. Leží v úrovni hladiny moře.

## Pobřeží
Na břehu se nacházejí ruiny starořecké kolonie Histria.

## Vlastnosti vody
Voda v jezeře je brakická s mineralizací 15 g/l.